# تشيس مونتجومري
تشيس مونتجومري (بالإنجليزية: Chase Montgomery)‏ هو سائق سيارة سباق ومهندس أمريكي، ولد في 29 سبتمبر 1983 في ماونت جولييت في الولايات المتحدة.

## وصلات خارجية
- تشيس مونتجومري على موقع Racing-Reference.info (الإنجليزية)